# Síndrome de Luján-Fryns
El síndrome de Luján-Fryns es un trastorno genético ligado al cromosoma X que causa discapacidad intelectual de leve a moderada y rasgos descritos como hábito marfanoide, en referencia a un grupo de características físicas similares a las que se encuentran en el síndrome de Marfan. Estos rasgos incluyen una estatura alta y delgada y extremidades largas y esbeltas.
El síndrome de Luján-Fryns también se asocia a psicopatología y anomalías del comportamiento, y presenta una serie de malformaciones que afectan al cerebro y al corazón. El trastorno se hereda de forma dominante ligada al cromosoma X y se atribuye a una mutación de sentido erróneo en el gen MED12. En la actualidad no existe ningún tratamiento o terapia para la disfunción del MED12 subyacente, y la causa exacta del trastorno sigue sin estar clara.

## Signos y síntomas
La discapacidad intelectual suele oscilar entre leve y moderada, pero también se han descrito casos graves. Una anomalía cerebral relativamente común que se observa es la agenesia del cuerpo calloso, un error del desarrollo embrionario en el que el cuerpo calloso (una estructura del cerebro de los mamíferos compuesta por nervios que permite la comunicación entre los hemisferios cerebrales izquierdo y derecho) no está presente. Entre una serie de efectos neurológicos adversos que a veces se asocian con la ausencia del cuerpo calloso, se ha demostrado que la discapacidad intelectual se produce en un porcentaje aproximado del 73%. Sin embargo, no se ha sugerido una correlación entre la agenesia del cuerpo calloso y la discapacidad intelectual en este síndrome.

### Psiquiatría
La psicopatología y las anomalías conductuales relacionadas suelen observarse en el síndrome de Luján-Fryns y pueden tenerse en cuenta en el diagnóstico del trastorno.El más común de ellos es un trastorno del espectro similar al autismo y este síndrome se considera uno de los diversos trastornos genéticos asociados al autismo. Entre las alteraciones adicionales de la psicopatología con manifestaciones conductuales que se han observado se incluyen: comportamiento psicótico, esquizofrenia, hiperactividad y trastorno por déficit de atención con hiperactividad, agresividad, trastorno negativista desafiante, trastorno obsesivo-compulsivo, timidez extrema, problemas de aprendizaje, deterioro cognitivo, déficit de memoria a corto plazo, baja tolerancia a la frustración, disfunción social, falta de control de los impulsos, trastorno alimentario y malnutrición asociada, atribuida a la pérdida psicógena del apetito; y piromanía. 
Aunque es de esperar que se produzcan afecciones psiquiátricas como éstas en el síndrome de Luján-Fryns, también se han dado casos de este trastorno con cierta preservación de las capacidades mentales y conductuales, como la resolución de problemas, el razonamiento y la inteligencia normal.
La psicopatología de este trastorno suele mostrar esquizofrenia. Cuando se diagnostica esquizofrenia a una persona con discapacidad intelectual, se debe considerar el síndrome de Luján-Fryns en el diagnóstico diferencial, tras confirmar la causa mediante métodos de evaluación psiquiátrica y genética adecuados.

### Hábito marfanoide
El síndrome se distingue clínicamente de otras formas de discapacidad intelectual ligadas al cromosoma X por la presencia de un hábito marfanoide. El hábito marfanoide se caracteriza por un grupo de rasgos físicos comunes al síndrome de Marfan. Además del síndrome de Marfan y el síndrome de Luján-Fryns, también se han observado rasgos marfanoides de este tipo en otros trastornos, uno de los cuales es la neoplasia endocrina múltiple de tipo 2.
En este caso, los rasgos específicos identificados como marfanoides incluyen: cara larga y estrecha; estatura alta y delgada; extremidades largas y delgadas, dedos de manos y pies (no muy diferente a la aracnodactilia) con hiperextensibilidad articular, halluces acortados (los dedos gordos) y segundos dedos largos.
El diagnóstico del hábito marfanoide suele retrasarse porque muchos de los rasgos físicos y características asociados a él no suelen ser evidentes hasta la adolescencia.

### Cabeza y cara
Las características craneofaciales y de otro tipo del síndrome de Luján-Fryns incluyen: hipoplasia maxilar (subdesarrollo del hueso maxilar superior), una mandíbula pequeña (hueso maxilar inferior) y mentón retraído, un paladar (el techo de la boca) de arco alto, con apiñamiento y desalineación de los dientes superiores; macrocefalia (cráneo agrandado) con una frente prominente, habla (voz) hipernasal, una nariz larga con un puente nasal alto y estrecho; un surco nasolabial profundo y corto (la hendidura en el labio superior, debajo de la nariz), orejas de implantación baja con cierta retroversión aparente, hipotonía (tono muscular disminuido), pectus excavatum (una malformación del tórax), tamaño testicular ligeramente aumentado hasta lo normal en los varones, y convulsiones.
El habla hipernasal, o "hipernasalidad", es principalmente el resultado de la insuficiencia velofaríngea, una aberración a veces congénita en la que el esfínter velofaríngeo deja pasar demasiado aire a la cavidad nasal durante el habla. En el síndrome de Luján-Fryns, la hipernasalidad también puede deberse a que el paladar blando y la úvula no alcanzan la pared posterior de la faringe (la cavidad interior de la garganta donde generalmente se produce la deglución) durante el habla, una afección que puede estar asociada a un paladar hendido submucoso.

### Corazón
En varios casos del trastorno se han observado una serie de características que afectan al corazón, la más significativa de las cuales es la dilatación de la raíz aórtica, una sección de la aorta ascendente. La dilatación (agrandamiento) de la raíz aórtica se asocia a un riesgo mucho mayor de disección de la pared aórtica, que da lugar a un aneurisma aórtico. Dado que esta es una posible consecuencia potencialmente mortal, cuando se diagnostica por primera vez el trastorno se aplican métodos rutinarios de evaluación cardiaca, como el ecocardiograma, junto con resonancias magnéticas del cerebro para detectar la sospecha de agenesia del cuerpo calloso. Otros efectos sobre el corazón que se han descrito son la comunicación interventricular y auricular.

## Causa
Se ha establecido que una mutaciones sin sentido en el gen MED12, situado en el cromosoma X humano, es la causa del síndrome de Luján-Fryns. Las mutaciones sin sentido son mutaciones genéticas puntuales en las que un único nucleótido de la secuencia genética se intercambia con otro. Esto conduce a una sustitución errónea de un aminoácido concreto en la secuencia proteica durante la traducción. La mutación de sentido erróneo en el gen MED12, que causa el síndrome, se identifica como p.N1007S. Esto indica que el aminoácido asparagina, normalmente situado en la posición 1007 de la secuencia MED12, ha sido sustituido por error por serina. Esta mutación en MED12 provoca una expresión y actividad incorrectas de la proteína que codifica, lo que da lugar al trastorno.

## Fisiopatología

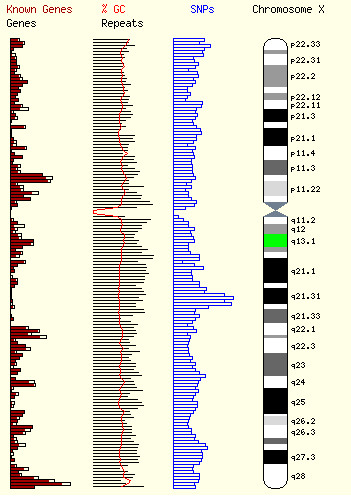
Genes conocidos y mutaciones encontradas en el cromosoma X humano. El gen MED12 se encuentra en la localización q13, resaltado en verde.

MED12, también conocida como «mediador de la transcripción de la ARN polimerasa II, subunidad 12 homóloga de S. cerevisiae», es una de varias subunidades del complejo mediador de mamíferos, que regula la ARN polimerasa II durante la transcripción del ARNm.
El complejo mediador es necesario para la transcripción de la polimerasa II y actúa como puente entre la enzima polimerasa II y diferentes factores de transcripción específicos de un gen. El mediador puede contener hasta 30 subunidades, pero algunas de ellas solo son necesarias para regular la transcripción en determinados tejidos o células. En la actualidad, no está claro el mecanismo exacto por el que la disfunción de MED12 da lugar al síndrome de Luján-Fryns y sus características neuropsicopáticas y físicas asociadas. El hábito marfanoide, el paladar muy arqueado y otras características de este trastorno pueden encontrarse en el síndrome de Marfan, un trastorno del tejido conectivo. El hallazgo de dilatación de la raíz aórtica en ambos trastornos sugiere que una mutación en un gen regulador del tejido conectivo no especificado puede contribuir a la etiología del síndrome de Lujan-Fryns.
Se han obtenido varios resultados experimentales interesantes estudiando las mutaciones de MED12 en el pez cebra, un modelo animal que representa a los vertebrados. En este se descubrió que una mutación en MED12 era responsable del mutante inmóvil (mot). El pez cebra con la mutación mot presenta defectos neuronales y cardiovasculares, aunque no todos los tipos de neuronas están afectados. La introducción de ARNm de MED12 humano en el pez cebra restaura el desarrollo normal. MED12 es también un coactivador crítico para el gen SOX9, implicado en la regulación del desarrollo de neuronas, cartílago y hueso. En el pez cebra, los defectos de MED12 provocan un mal desarrollo de estructuras embrionarias de vertebrados como la cresta neural, lo que alteraría la función de los sistemas nerviosos periférico y autónomo; y también provocan malformaciones de tipos celulares precursores de cartílago y hueso, como los osteocitos. Algunas características encontradas en el síndrome de Luján-Fryns, como la agenesia del cuerpo calloso y las anomalías craneofaciales relacionadas con el cartílago, son similares a los defectos encontrados en el pez cebra con MED12 y mutaciones asociadas.

### Genética

Esta enfermedad se hereda de forma dominante ligada al cromosoma X.

El síndrome de Luján-Fryns se hereda de forma dominante ligada al cromosoma X. Esto significa que el gen defectuoso responsable del trastorno (MED12) está localizado en el cromosoma X, por lo que solo es necesario heredar una copia del gen defectuoso para sufrir el trastorno cuando se recibe de un progenitor portador. Normalmente, los varones son hemicigotos para el cromosoma X, es decir, solo tienen una copia. Como resultado, los trastornos dominantes ligados al cromosoma X suelen mostrar una mayor expresividad en los varones que en las mujeres. Se cree que este fenómeno ocurre con el síndrome de Luján-Fryns.
Dado que el cromosoma X es uno de los cromosomas sexuales (el otro es el cromosoma Y), la herencia ligada al cromosoma X viene determinada por el cariotipo del progenitor portador de un gen específico y a menudo puede parecer compleja. Esto se debe a que, normalmente, las mujeres tienen dos copias del cromosoma X, mientras que los hombres solo tienen una copia. La diferencia entre los patrones de herencia dominante y recesiva también influye a la hora de determinar las probabilidades de que un niño herede un trastorno ligado al cromosoma X de sus padres.
En el síndrome de Luján-Fryns, se sospechó de una herencia dominante ligada al cromosoma X, ya que los hermanos de una familia presentaban ambos el trastorno. Un escenario como éste también sería posible con una herencia recesiva ligada al cromosoma X, pero en este caso concreto, se creía que la niña era un heterocigoto manifiesto portador de una copia del gen mutado.
También se han descrito casos esporádicos, en los que el trastorno está presente en un individuo sin antecedentes familiares, en un pequeño número de varones afectados.

### Similitudes con otras enfermedades genéticas
Se descubrió que un individuo que presentaba discapacidad intelectual y otros síntomas similares al síndrome tenía una deleción terminal de la región subtelomérica en el brazo corto del cromosoma 5. La deleción de esta zona del cromosoma 5 se asocia a discapacidad intelectual, comportamiento psicótico, autismo, macrocefalia y habla hipernasal, así como al trastorno del síndrome de Cri du chat. Fryns (2006) sugiere que se realice un examen detallado del cromosoma 5 con FISH como parte del diagnóstico diferencial del síndrome de Luján-Fryns.
Las mutaciones en el gen UPF3B, que también se encuentra en el cromosoma X, son otra causa de discapacidad intelectual ligada al cromosoma X. UPF3B forma parte del complejo de descomposición del ARNm mediada por mutaciones sin sentido (NMD), que realiza la vigilancia del ARNm, detectando secuencias de ARNm que han sido erróneamente truncadas (acortadas) por la presencia de mutaciones sin sentido. Las mutaciones en UPF3B alteran e impiden el funcionamiento normal de la vía NMD, lo que da lugar a la traducción y expresión de secuencias de ARNm truncadas en proteínas disfuncionales que pueden estar asociadas a errores de desarrollo y discapacidad intelectual. Se descubrió que individuos de dos familias diagnosticadas de síndrome de Luján-Fryns y de una familia con síndrome FG tenían mutaciones en UPF3B, lo que confirma que las presentaciones clínicas de las diferentes mutaciones pueden solaparse.

## Diagnóstico
Aunque suele sospecharse la presencia del síndrome de Luján-Fryns cuando se observan conjuntamente discapacidad intelectual y hábito marfanoide en un paciente, el diagnóstico de este puede confirmarse por la presencia de la mutación de sentido erróneo p.N1007S en el gen MED12.

### Diagnóstico diferencial
En el diagnóstico diferencial del síndrome de Luján-Fryns, otro trastorno que presenta algunas características y síntomas que también se asocia a una mutación de sentido erróneo de MED12 es el síndrome de Opitz-Kavea (FGS). Las características comunes que comparten tanto el síndrome de Luján-Fryns como el FGS incluyen discapacidad intelectual ligada al cromosoma X, hiperactividad, macrocefalia, agenesia del cuerpo calloso e hipotonía. Algunas características notables del FGS que no se han descrito en el síndrome de Lujan-Fryns son la locuacidad excesiva, la fuerza constante en las habilidades de socialización, el ano imperforado (oclusión del ano) y el hipertelorismo ocular (ojos extremadamente separados).
Mientras que el síndrome de Luján-Fryns se asocia a la mutación de sentido erróneo p.N1007S, el FGS se asocia a la mutación de sentido erróneo p.R961W. Dado que ambos trastornos se originan a partir de un tipo idéntico de mutación en el mismo gen, aunque presentan características similares pero distintas, se considera que el síndrome de Lujan-Fryns y el FGS son alélicos. En el contexto de MED12, esto sugiere que el fenotipo de cada trastorno está relacionado con la forma en que sus respectivas mutaciones alteran la secuencia MED12 y su función.

## Tratamiento
Aunque no existe un tratamiento específico para la causa genética subyacente del trastorno, pueden considerarse procedimientos correctivos, medidas de intervención preventiva y terapias en el tratamiento y la gestión de los numerosos problemas craneofaciales, ortopédicos y psiquiátricos asociados al trastorno. Los problemas más graves, como la afectación cardiaca o los ataques epilépticos, deben examinarse y controlarse de forma rutinaria. Para diagnosticar y prevenir los trastornos psiquiátricos y los problemas de conducta relacionados, como la psicosis y los arrebatos de agresividad, debe prestarse una atención especial y un seguimiento especializado, que incluya métodos y terapias de evaluación neuropsicológica y una educación especial.

## Epidemiología
El síndrome de Luján-Fryns es un síndrome raro dominante ligado al cromosoma X y es más frecuente en varones que en mujeres. Aún no se ha determinado su prevalencia en la población general.

## Historia
El síndrome de Luján-Fryns debe su nombre a los médicos J. Enrique Luján y Jean-Pierre Fryns. La observación inicial de una presunta discapacidad intelectual ligada al cromosoma X con rasgos marfanoides y efectos craneofaciales como un paladar de arco alto fue descrita por Luján en 1984. En el informe se señalaban cuatro varones afectados de una familia numerosa (consanguínea) A partir de 1987, Fryns informaron de investigaciones adicionales de discapacidad intelectual combinada ligada al cromosoma X y hábito marfanoide en otras familias, incluidos dos hermanos El trastorno pronto se conoció como síndrome de Luján-Fryns.